# أماندا بيكر
أماندا بيكر (بالإنجليزية: Amanda Baker)‏ مواليد 22 ديسمبر 1979 في كارولاينا الجنوبية، الولايات المتحدة، هي ممثلة أمريكية بدأت مسيرتها الفنية عام 2004.

## وصلات خارجية
- أماندا بيكر على موقع IMDb (الإنجليزية)
- أماندا بيكر على موقع قاعدة بيانات الفيلم (الإنجليزية)